# Miers
Miers ist eine französische Gemeinde mit 448 Einwohnern (Stand 1. Januar 2022) im Département Lot in der Region Okzitanien. Sie gehört zum Kanton Gramat und zum Arrondissement Gourdon.
Nachbargemeinden sind Floirac im Nordwesten, Carennac im Norden, Gintrac im Nordosten, Padirac im Osten, Thégra im Südosten, Alvignac im Süden und Montvalent im Westen.
In Miers liegen u. a.:
- der Dolmen de Gniars
- der Dolmen de la Carture
- der Dolmen du Pech de Brassel
- der Dolmen du Pech des Auques
- der Dolmen de Peyrebru
- die Dolmen des Barrières
- die Dolmen des Fieux

## Bevölkerungsentwicklung

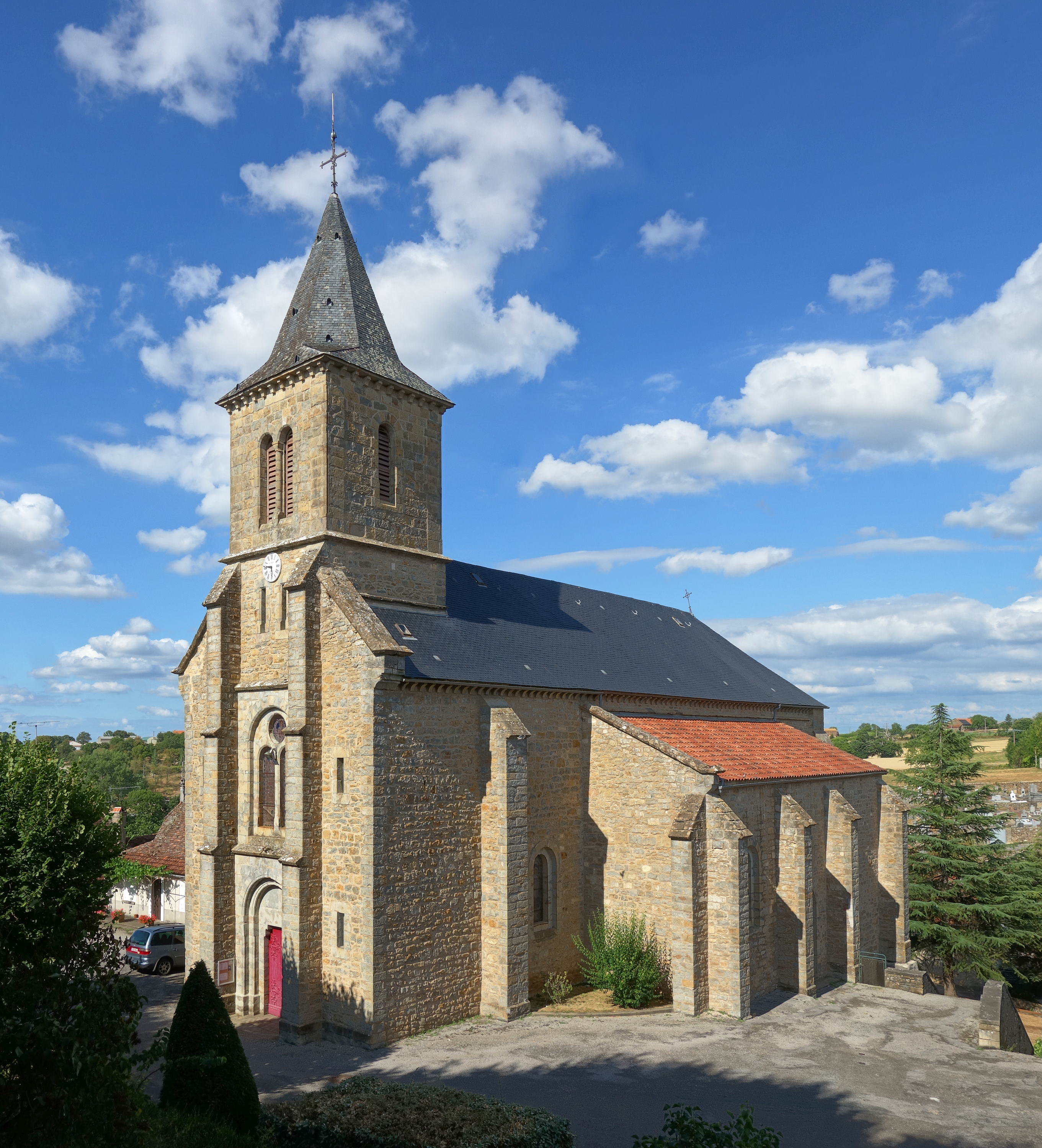
Kirche Saint-Martin

| Jahr      | 1962 | 1968 | 1975 | 1982 | 1990 | 1999 | 2008 | 2018 |
| --------- | ---- | ---- | ---- | ---- | ---- | ---- | ---- | ---- |
| Einwohner | 451  | 407  | 391  | 365  | 347  | 398  | 433  | 457  |